# Шапошнік Єлизавета Сергіївна
Єлизаве́та Сергі́ївна Ша́пошнік (позивний «Тигр»; нар. 17 липня 1986, Кемеровська область, Росія) — українська волонтерка, боєць батальйону «Айдар», один із символів Майдану.

## Життєпис
Ліза Шапошник народилась у Кемеровській області Росії. Коли Лізі виповнилося 3 роки, мати переїхала до своїх далеких родичів в Одесу. Навчалася в інтернаті, потім у загальноосвітній школі.
Пізніше поїхала в Росію, хотіла стати монахинею, але перебуваючи в російських монастирях, зіткнулася із нерозумінням та осудом. Деякий час проживала в Сочі, а з 2008 — в м. Дружківка Донецької області.
У Лізи вроджене фізичне обмеження рук.
Через переслідування представниками антимайдану Ліза із чоловіком поїхала в Тернопіль, де жила від червня 2014 до квітня 2015 року.

### На Майдані

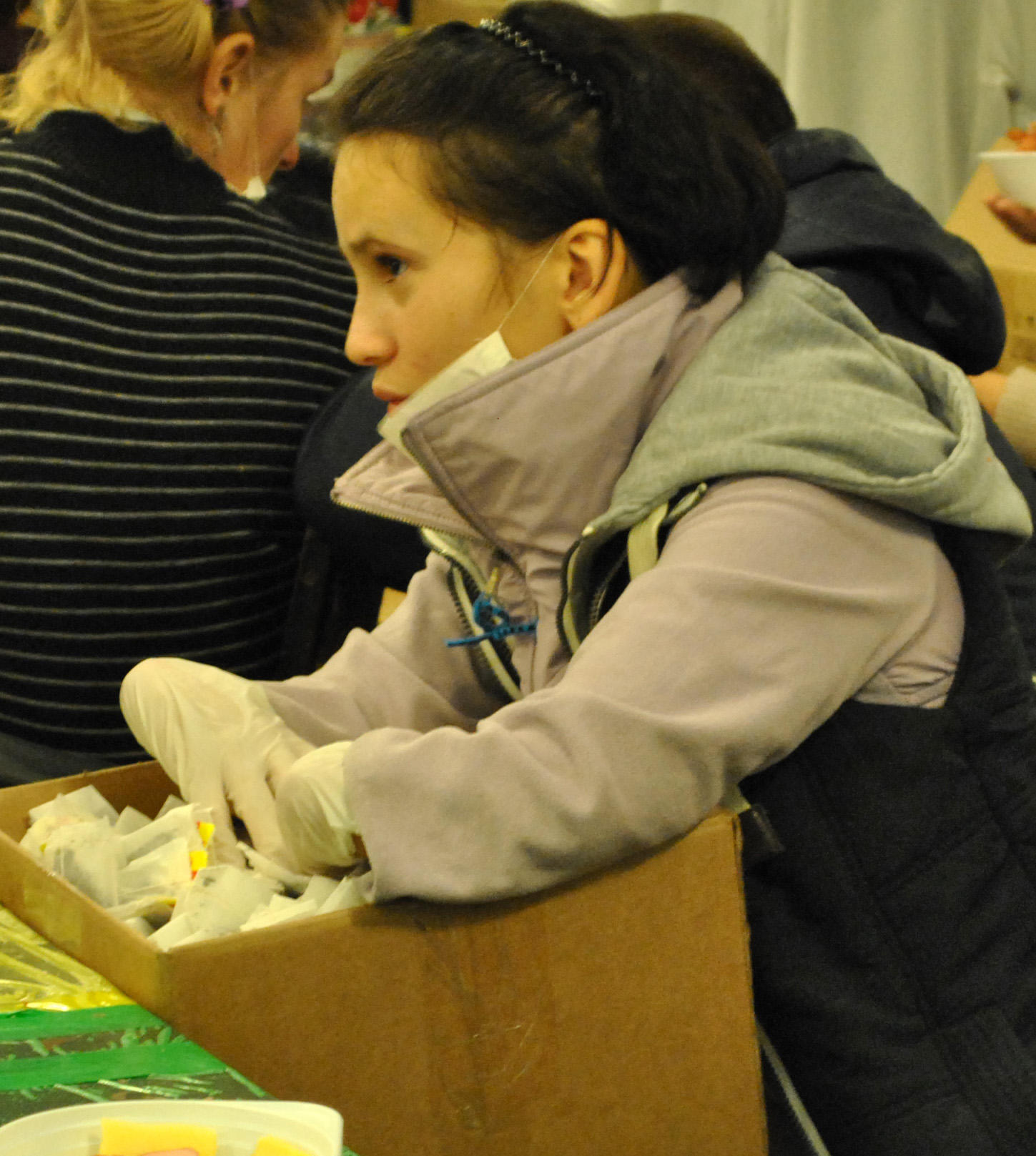
Ліза Шапошнік на кухні в Будинку профспілок

На Майдані від 24 листопада, була там у ніч розгону студентів. Вже від 8 години 30 листопада — на Михайлівській площі, де й ночувала. 1 грудня була на віче на Майдані Незалежності, а вже наступного дня попросилася у волонтери. Працювала на кухні в Будинку профспілок. Її подвижницька праця настільки вразили всіх, що комендант Штабу національного спротиву Степан Кубів вирішив назвати групу волонтерів кухні на її честь. Волонтером на кухні була до 2 лютого, а потім вступила в 10 сотню Самооборони Майдану. Згодом перейшла у «Правий сектор».
Ліза Шапошнік пройшла весь Євромайдан і стала одним з його символів. На Майдані жила фактично до 13 червня 2014 року.

### У зоні АТО
Після російської інтервенції в Україну дівчина пішла тренуватись на полігон. Щоправда, взяли її не одразу, але вона зуміла довести, що може і вміє  допомагати людям. Після успішних тренувань Ліза поповнила лави захисників Вітчизни добровольчого батальйону «Айдар».

### Волонтерська діяльність
У січня 2015 року Ліза Шапошнік звернулася до президента України з проханням скоротити бюрократичну процедуру при оформленні бійців АТО.
Від початку 2015 року — керівник Тернопільської обласної організації «Товариства ветеранів АТО». Разом з однодумцями займається соціальними проблемами бійців АТО в Тернополі. Як керівник Тернопільської обласної організації «Товариства ветеранів АТО» зініціювала створення в Тернополі житла для тих, хто повертається з війни. На початку березня 2015 року зареєструвала разом з Володимиром Карлатяном благодійний фонд «Обличчя країни». Голова «Товариства ветеранів АТО» Кирило Сергєєв вважає, що саме через дії Лізи Шапошнік їхнього представництва і хостелу досі немає на Тернопільщині, а Ліза з самого початку вела свою діяльність не так, як було задумано. Зараз їй шукають заміну..

### Творча діяльність
Її життя не можна назвати легким, та після знищення її чесного імені, та власне її самої вона майже здалася. Однак думки про дитинство, та її давнє захоплення написанням картин змусило її почати нове, окрилене мрією життя.
"Якщо я не можу допомогти, як волонтер, можливо, завдяки картинам, дам людям зрозуміти за що боролись наші солдати, волонтери, і просто небайдужі люди…" - особиста цитати Лізи.
Ось так під гнітом війни, складних життєвих ситуацій з'явилась перша колекція робіт Лізи - «Народжена Майданом» 

## Родина
Батько і бабуся Лізи — українці, мати — росіянка.
Розлучена, колишній чоловік Віталій Попов приїхав у Київ з Якутії святкувати Новий рік. Тут і залишився, вступив у «Правий сектор». З Лізою познайомився за тиждень до Пасхи, а на Великдень виконували спецзавдання — стежили за російським агентом. Якраз тоді, в час небезпеки, коли почали стежити вже за ними Ліза й запропонувала Віталію одружитися:
|  | Він на мене дивився, дивився-придивлявся, а я ж бачу, що людина сором'язлива, — згадує Ліза. — А потім на спецзавданні ми розговорилися. І я запропонувала йому одружитися. Віталік тільки зовнішність має якутську, а в душі — українець. |

Через місяць після одруження чоловік, як зізнається Ліза, «утік до Якутії».